# Ghoria nigripars
Ghoria nigripars is een vlinder uit de familie van de spinneruilen (Erebidae). De wetenschappelijke naam van deze soort is voor het eerst voorgesteld als Lithosia nigripars door Francis Walker in een publicatie uit 1856.
De soort komt voor in India en China.